# Rosemaid
Rosemaid je hudební skupina zpěváka Mira Šmajdy, která vznikla v květnu 2010. Koncertuje na Slovensku a v České republice.

## Složení hudební skupiny
- Miro Šmajda – zpěv (* 27. listopadu 1988, Slovensko)
- Adam Noška – kytara, vokály (* 24. ledna 1994, Slovensko)
- Tamás Belicza – baskytara, vokály (* 18. prosince 1981, Maďarsko)
- Marek Fryčák – bicí

## Historie skupiny
Historie kapely Rosemaid sahá až do podzimu 2009, kdy se setkal Miro Šmajda s kytaristou Mirem Bitomským a dohodli se na spolupráci. 
Baskytaristu Tamáse Beliczu a bubeníka Jara Žiga poznal až při nahrávání prvního singlu Last Forever v Dublinu. 
K této čtveřici se přidal poslední člen – druhý kytarista Roman Birkuš, a to díky konkurzu na tento post, který proběhl úspěšně v květnu. 
Kompletní sestava funguje také od května 2010 a od té doby společně odehráli mnoho koncertů, různých vystoupení a festivalů.
V létě 2010 se zavřeli do nahrávacího studia Sono Nouzov v České republice, kde pracovali na přípravě a nahrávání alba.
První debutové album s názvem Čo sa týka lásky v produkci Milana Cimfe vyšlo 8. listopadu 2010. Po roce spolupráce s Mirem Šmajdou se Roman Birkuš rozhodl, že odejde z postu kytaristy v Rosemaid a bude tak nadále spolupracovat pouze s The Paranoid. Mirko Bitomský se taktéž rozhodl odejít z nám neznámých důvodů. Byl vyhlášen konkurz na nového kytaristu, který se konal 18. března v Bratislavě. Tento konkurz vyhrál Adam Noška, který mimochodem vyhrál i česko-slovenskou Gitariádu roku 2010.

## Diskografie skupiny

### Čo sa týka lásky,2010
- Kvapky
- Baby
- Zabudnutí
- Čo sa týka lásky
- Svět
- Pod Vodou
- Scény
- Suchý Ľad
- Trosky
- Vraždy
- Last Forever

## Single
- Last Forever
- Baby
- Pod vodou
- Loneliness